# Vòng loại Giải vô địch bóng đá thế giới 2018 – Khu vực châu Phi
Dưới đây là bài chi tiết về vòng loại giải vô địch bóng đá thế giới 2018 khu vực châu Phi
Ủy ban điều hành CAF đã công bố lịch thi đấu của vòng loại khu vực châu Phi vào ngày 14 tháng 1 năm 2015.

## Thể thức
Vòng loại khu vực châu Phi được phân tính như sau:
- Vòng 1 và vòng 2: Tất cả các quốc gia thành viên CAF tham dự đầy đủ 3 vòng đấu này để chọn ra 20 đội xuất sắc nhất giành quyền vào vòng 3.
- Vòng 3: 20 đội xuất sắc nhất được chia làm 5 bảng 4 đội để chọn ra 5 đội xuất sắc nhất giành quyền tham dự World Cup 2018.

## Các đội tham dự
Tất cả 54 hiệp hội bóng đá trực thuộc FIFA từ CAF đều tham gia vào vòng loại. Tuy nhiên, Zimbabwe đã bị trục xuất khỏi giải thi đấu vào ngày 12 tháng 3 năm 2015 do không chịu trả lương cho cựu huấn luyện viên José Claudinei, một quyết định rằng hiệp hội bóng đá Zimbabwe cho biết họ sẽ kháng cáo.
Bảng xếp hạng FIFA từ tháng 7 năm 2015 đã được sử dụng để hạt giống các đội tuyển cho 2 vòng đầu tiên, cả hai đều được rút thăm ở Nga vào ngày 25 tháng 7 năm 2015. (Bảng xếp hạng thế giới hiển thị trong dấu ngoặc đơn)
| Tạm thời đến vòng 2 (xếp hạng 1 đến 27) | Tranh tài trong vòng 1 (xếp hạng 28 đến 53) |
| --- | --- |
| 1. Algérie (19) 2. Bờ Biển Ngà (21) 3. Ghana (25) 4. Tunisia (32) 5. Sénégal (39) 6. Cameroon (42) 7. Cộng hòa Congo (47) 8. Cabo Verde (52) 9. Ai Cập (55) 10. Nigeria (57) 11. Guinée (58) 12. CHDC Congo (60) 13. Mali (61) 14. Guinea Xích Đạo (63) 15. Gabon (65) 16. Nam Phi (70) 17. Zambia (71) 18. Burkina Faso (72) 19. Uganda (73) 20. Rwanda (78) 21. Togo (83) 22. Maroc (84) 23. Sudan (90) 24. Angola (92) 25. Mozambique (95) 26. Bénin (96) 27. Libya (96) | 1. Niger (96) 2. Ethiopia (101) 3. Malawi (108) 4. Sierra Leone (111) 5. Namibia (112) 6. Kenya (114) 7. Botswana (120) 8. Madagascar (122) 9. Mauritanie (128) 10. Burundi (131) 11. Lesotho (131) 12. Guiné-Bissau (133) 13. Eswatini (138) 14. Tanzania (139) 15. Gambia (143) 16. Liberia (161) 17. Trung Phi (170) 18. Tchad (173) 19. Mauritius (180) 20. Seychelles (186) 21. Comoros (187) 22. São Tomé và Príncipe (189) 23. Nam Sudan (195) 24. Eritrea (204) 25. Somalia (205) 26. Djibouti (207) |

Ghi chú: Niger đã phải vào vòng 1 như họ có ít điểm xếp hạng FIFA (345.31) so với Bénin (345.46) và Libya (345.35). Trong bảng xếp hạng thế giới FIFA, các đội tuyển chia sẻ cùng xếp hạng nếu điểm xếp hạng của họ làm tròn cùng một số.

## Lịch thi đấu
Lịch thi đấu của giải thi đấu như sau.
| Vòng   | Ngày đấu | Ngày                   |
| ------ | -------- | ---------------------- |
| Vòng 1 | Lượt 1   | 5–13 tháng 10 năm 2015 |
| Vòng 1 | Lượt 2   | 5–13 tháng 10 năm 2015 |
| Vòng 2 | Lượt 1   | 9–17 tháng 11 năm 2015 |
| Vòng 2 | Lượt 2   | 9–17 tháng 11 năm 2015 |

| Vòng   | Ngày đấu   | Ngày                            |
| ------ | ---------- | ------------------------------- |
| Vòng 3 | Ngày đấu 1 | 3–11 tháng 10 năm 2016          |
| Vòng 3 | Ngày đấu 2 | 7–15 tháng 11 năm 2016          |
| Vòng 3 | Ngày đấu 3 | 28 tháng 8 – 5 tháng 9 năm 2017 |
| Vòng 3 | Ngày đấu 4 | 28 tháng 8 – 5 tháng 9 năm 2017 |
| Vòng 3 | Ngày đấu 5 | 2–10 tháng 10 năm 2017          |
| Vòng 3 | Ngày đấu 6 | 6–14 tháng 11 năm 2017          |

## Vòng 1
Lễ bốc thăm vòng 1 diễn ra vào ngày 25 tháng 7 năm 2015 tại Cung điện Konstantinovsky ở Strelna, Sankt-Peterburg, Nga.
| Đội 1                | TTS     | Đội 2        | Lượt đi | Lượt về |
| -------------------- | ------- | ------------ | ------- | ------- |
| Somalia              | 0–6     | Niger        | 0–2     | 0–4     |
| Nam Sudan            | 1–5     | Mauritanie   | 1–1     | 0–4     |
| Gambia               | 2–3     | Namibia      | 1–1     | 1–2     |
| São Tomé và Príncipe | 1–3     | Ethiopia     | 1–0     | 0–3     |
| Tchad                | 2–2 (a) | Sierra Leone | 1–0     | 1–2     |
| Comoros              | 1–1 (a) | Lesotho      | 0–0     | 1–1     |
| Djibouti             | 1–8     | Eswatini     | 0–6     | 1–2     |
| Eritrea              | 1–5     | Botswana     | 0–2     | 1–3     |
| Seychelles           | 0–3     | Burundi      | 0–1     | 0–2     |
| Liberia              | 4–2     | Guiné-Bissau | 1–1     | 3–1     |
| Trung Phi            | 2–5     | Madagascar   | 0–3     | 2–2     |
| Mauritius            | 2–5     | Kenya        | 2–5     | 0–0     |
| Tanzania             | 2–1     | Malawi       | 2–0     | 0–1     |

## Vòng 2
Lễ bốc thăm vòng 2 diễn ra vào ngày 25 tháng 7 năm 2015 tại Cung điện Konstantinovsky ở Strelna, Sankt-Peterburg, Nga.
| Đội 1      | TTS         | Đội 2           | Lượt đi | Lượt về      |
| ---------- | ----------- | --------------- | ------- | ------------ |
| Niger      | 0–3         | Cameroon        | 0–3     | 0–0          |
| Mauritanie | 2–4         | Tunisia         | 1–2     | 1–2          |
| Namibia    | 0–3         | Guinée          | 0–1     | 0–2          |
| Ethiopia   | 4–6         | Cộng hòa Congo  | 3–4     | 1–2          |
| Tchad      | 1–4         | Ai Cập          | 1–0     | 0–4          |
| Comoros    | 0–2         | Ghana           | 0–0     | 0–2          |
| Eswatini   | 0–2         | Nigeria         | 0–0     | 0–2          |
| Botswana   | 2–3         | Mali            | 2–1     | 0–2          |
| Burundi    | 2–6         | CHDC Congo      | 2–3     | 0–3          |
| Liberia    | 0–4         | Bờ Biển Ngà     | 0–1     | 0–3          |
| Madagascar | 2–5         | Sénégal         | 2–2     | 0–3          |
| Kenya      | 1–2         | Cabo Verde      | 1–0     | 0–2          |
| Tanzania   | 2–9         | Algérie         | 2–2     | 0–7          |
| Sudan      | 0–3         | Zambia          | 0–1     | 0–2          |
| Libya      | 4–1         | Rwanda          | 1–0     | 3–1          |
| Maroc      | 2–1         | Guinea Xích Đạo | 2–0     | 0–1          |
| Mozambique | 1–1 (3–4 p) | Gabon           | 1–0     | 0–1 (s.h.p.) |
| Bénin      | 2–3         | Burkina Faso    | 2–1     | 0–2          |
| Togo       | 0–4         | Uganda          | 0–1     | 0–3          |
| Angola     | 1–4         | Nam Phi         | 1–3     | 0–1          |

## Vòng 3
5 đội dẫn đầu mỗi bảng ở vòng đấu này sẽ giành quyền tham dự World Cup 2018.
Lễ bốc thăm cho vòng 3 được tổ chức vào ngày 24 tháng 6 năm 2016 tại trụ sở CAF ở Cairo, Ai Cập.

### Vòng bảng
| Tiêu chí xếp hạng vòng loại Giải vô địch bóng đá thế giới 2018 |
| --- |
| Với thể thức sân nhà và sân khách, việc xếp hạng các đội trong mỗi bảng được dựa trên các tiêu chí sau đây (quy định các Điều 20.6 và 20.7): 1. Điểm số (3 điểm cho 1 trận thắng, 1 điểm cho 1 trận hòa, 0 điểm cho 1 trận thua) 2. Hiệu số bàn thắng thua 3. Số bàn thắng 4. Điểm số trong trận đấu giữa các đội 5. Hiệu số bàn thắng thua trong trận đấu giữa các đội 6. Số bàn thắng ghi được trong trận đấu giữa các đội 7. Số bàn thắng sân khách ghi được trong các trận đấu giữa các đội 8. Trận play-off trên sân trung lập (nếu được chấp thuận bởi FIFA), với hiệp phụ và đá sút luân lưu nếu cần |

#### Bảng A
| VT | Đội        | ST | T | H | B | BT | BB | HS | Đ  | Giành quyền tham dự                                    |     |     |     |     |     |
| -- | ---------- | -- | - | - | - | -- | -- | -- | -- | ------------------------------------------------------ | --- | --- | --- | --- | --- |
| 1  | Tunisia    | 6  | 4 | 2 | 0 | 11 | 4  | +7 | 14 | Giành quyền tham dự Giải vô địch bóng đá thế giới 2018 |     | —   | 2–1 | 0–0 | 2–0 |
| 2  | CHDC Congo | 6  | 4 | 1 | 1 | 14 | 7  | +7 | 13 |                                                        |     | 2–2 | —   | 4–0 | 3–1 |
| 3  | Libya      | 6  | 1 | 1 | 4 | 4  | 10 | −6 | 4  |                                                        | 0–1 | 1–2 | —   | 1–0 |     |
| 4  | Guinée     | 6  | 1 | 0 | 5 | 6  | 14 | −8 | 3  |                                                        | 1–4 | 1–2 | 3–2 | —   |     |

#### Bảng B
| VT | Đội      | ST | T | H | B | BT | BB | HS | Đ  | Giành quyền tham dự                                    |     |     |     |     |     |
| -- | -------- | -- | - | - | - | -- | -- | -- | -- | ------------------------------------------------------ | --- | --- | --- | --- | --- |
| 1  | Nigeria  | 6  | 4 | 2 | 0 | 12 | 4  | +8 | 14 | Giành quyền tham dự Giải vô địch bóng đá thế giới 2018 |     | —   | 1–0 | 4–0 | 3–1 |
| 2  | Zambia   | 6  | 2 | 2 | 2 | 8  | 7  | +1 | 8  |                                                        |     | 1–2 | —   | 2–2 | 3–1 |
| 3  | Cameroon | 6  | 1 | 4 | 1 | 7  | 9  | −2 | 7  |                                                        | 1–1 | 1–1 | —   | 2–0 |     |
| 4  | Algérie  | 6  | 0 | 2 | 4 | 4  | 11 | −7 | 2  |                                                        | 1–1 | 0–1 | 1–1 | —   |     |

#### Bảng C
| VT | Đội         | ST | T | H | B | BT | BB | HS  | Đ  | Giành quyền tham dự                                    |     |     |     |     |     |
| -- | ----------- | -- | - | - | - | -- | -- | --- | -- | ------------------------------------------------------ | --- | --- | --- | --- | --- |
| 1  | Maroc       | 6  | 3 | 3 | 0 | 11 | 0  | +11 | 12 | Giành quyền tham dự Giải vô địch bóng đá thế giới 2018 |     | —   | 0–0 | 3–0 | 6–0 |
| 2  | Bờ Biển Ngà | 6  | 2 | 2 | 2 | 7  | 5  | +2  | 8  |                                                        |     | 0–2 | —   | 1–2 | 3–1 |
| 3  | Gabon       | 6  | 1 | 3 | 2 | 2  | 7  | −5  | 6  |                                                        | 0–0 | 0–3 | —   | 0–0 |     |
| 4  | Mali        | 6  | 0 | 4 | 2 | 1  | 9  | −8  | 4  |                                                        | 0–0 | 0–0 | 0–0 | —   |     |

#### Bảng D
| VT | Đội          | ST | T | H | B | BT | BB | HS | Đ  | Giành quyền tham dự                                    |     |     |     |     |     |
| -- | ------------ | -- | - | - | - | -- | -- | -- | -- | ------------------------------------------------------ | --- | --- | --- | --- | --- |
| 1  | Sénégal      | 6  | 4 | 2 | 0 | 10 | 3  | +7 | 14 | Giành quyền tham dự Giải vô địch bóng đá thế giới 2018 |     | —   | 0–0 | 2–0 | 2–1 |
| 2  | Burkina Faso | 6  | 2 | 3 | 1 | 10 | 6  | +4 | 9  |                                                        |     | 2–2 | —   | 4–0 | 1–1 |
| 3  | Cabo Verde   | 6  | 2 | 0 | 4 | 4  | 12 | −8 | 6  |                                                        | 0–2 | 0–2 | —   | 2–1 |     |
| 4  | Nam Phi      | 6  | 1 | 1 | 4 | 7  | 10 | −3 | 4  |                                                        | 0–2 | 3–1 | 1–2 | —   |     |

1. ↑  FIFA đề nghị đá lại trận Nam Phi v Sénégal sau khi Tòa án Trọng tài Thể thao (CAS) cấm trọng tài Joseph Lamptey, người điều khiển trận đấu. Ban đầu Nam Phi thắng Sénégal 2–1.[12]

#### Bảng E
| VT | Đội            | ST | T | H | B | BT | BB | HS | Đ  | Giành quyền tham dự                                    |     |     |     |     |     |
| -- | -------------- | -- | - | - | - | -- | -- | -- | -- | ------------------------------------------------------ | --- | --- | --- | --- | --- |
| 1  | Ai Cập         | 6  | 4 | 1 | 1 | 8  | 4  | +4 | 13 | Giành quyền tham dự Giải vô địch bóng đá thế giới 2018 |     | —   | 1–0 | 2–0 | 2–1 |
| 2  | Uganda         | 6  | 2 | 3 | 1 | 3  | 2  | +1 | 9  |                                                        |     | 1–0 | —   | 0–0 | 1–0 |
| 3  | Ghana          | 6  | 1 | 4 | 1 | 7  | 5  | +2 | 7  |                                                        | 1–1 | 0–0 | —   | 1–1 |     |
| 4  | Cộng hòa Congo | 6  | 0 | 2 | 4 | 5  | 12 | −7 | 2  |                                                        | 1–2 | 1–1 | 1–5 | —   |     |

## Các đội tuyển vượt qua vòng loại
Các đội tuyển sau đây từ CAF đã được vượt qua vòng loại cho giải đấu chung kết.
| Đội tuyển | Tư cách vòng loại | Ngày vượt qua vòng loại | Lần tham dự trước trong giải đấu1 |
| --------- | ----------------- | ----------------------- | --------------------------------- |
| Tunisia   | Nhất bảng A       | 11 tháng 11 năm 2017    | 4 (1978, 1998, 2002, 2006)        |
| Nigeria   | Nhất bảng B       | 7 tháng 10 năm 2017     | 5 (1994, 1998, 2002, 2010, 2014)  |
| Maroc     | Nhất bảng C       | 11 tháng 11 năm 2017    | 4 (1978, 1986, 1994, 1998)        |
| Sénégal   | Nhất bảng D       | 10 tháng 11 năm 2017    | 1 (2002)                          |
| Ai Cập    | Nhất bảng E       | 8 tháng 10 năm 2017     | 2 (1934, 1990)                    |

1 In đậm chỉ ra vô địch cho năm đó. In nghiêng chỉ ra chủ nhà cho năm đó.

## Cầu thủ ghi bàn hàng đầu
5 bàn
- Prejuce Nakoulma
- Mohamed Salah

4 bàn
- Islam Slimani
- Fiston Abdul Razak
- Firmin Ndombe Mubele
- Thomas Partey
- Naby Keïta
- William Jebor
- Khalid Boutaïb
- Moussa Maâzou
- Farouk Miya

Để có danh sách đầy đủ của cầu thủ ghi bàn, xem các phần trong mỗi bảng:
- Vòng 1
- Vòng 2
- Vòng 3